# Mary Seymour Conservation Park
Mary Seymour Conservation Park är en park i Australien. Den ligger i delstaten South Australia, omkring 310 kilometer sydost om delstatshuvudstaden Adelaide.
Runt Mary Seymour Conservation Park är det mycket glesbefolkat, med 2 invånare per kvadratkilometer..
Trakten runt Mary Seymour Conservation Park består till största delen av jordbruksmark. Genomsnittlig årsnederbörd är 808 millimeter. Den regnigaste månaden är juli, med i genomsnitt 137 mm nederbörd, och den torraste är februari, med 17 mm nederbörd.